# Неофигуративное искусство

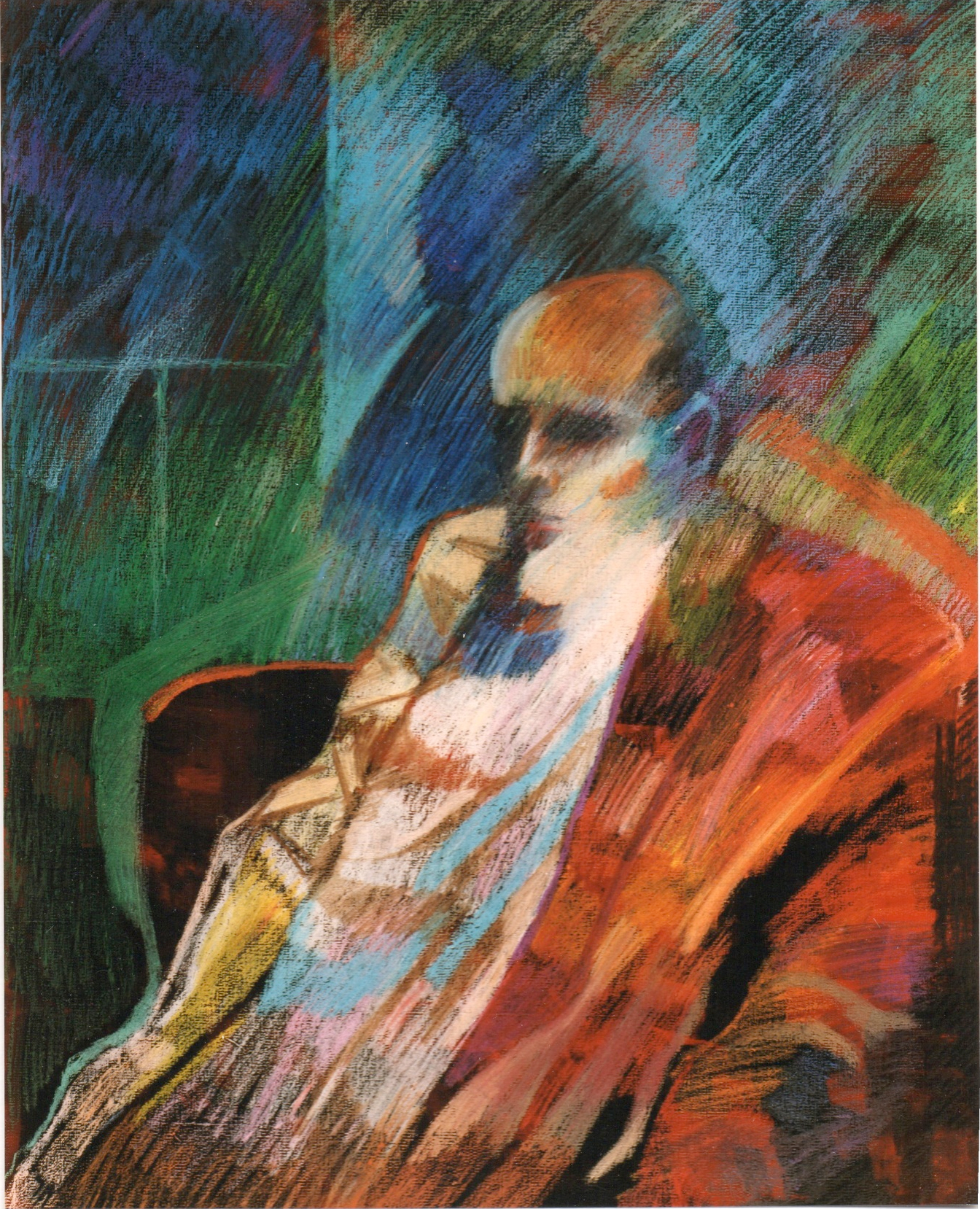
Полотно аргентинского неофигуративиста Энрике Собиша

Неофигуративное искусство — художественное движение второй половины XX века, характеризующееся возвратом к фигуративной живописи в противовес абстракции, при этом художники относятся к предмету информально и экспрессионистски. Возникает как ответная реакция на абстрактное искусство после Второй мировой войны, особенно в 1950-х — 1960-х годах. Наибольшее развитие направление приобрело в Испании, Аргентине и испаноговорящих странах.

## Зарождение
Неофигуративизм в широком понимании был переходом от информализмa к дальнейшим изобразительным тенденциям. Он восстанавливал иконическое изображение, всё ещё прибегая ко многим информалистским процедурам и элементам. Субъективная личность художника продолжает оперировать миром предметов (объектов), реконструируя и преобразовывая его.
Объединение терминов «нео» и «фигуративный» произошло в 1960-х годах в Аргентине, Мексике, Венесуэле и Испании для обозначения новой формы фигуративного искусства. Главной темой художников был человек, мир его переживаний и эмоций, драма существования. Особенности новой конфигурации: символизм, выразительность, субъективизм, применение аллюзий, атмосфера тревоги, страха, пессимизма.
Движение развивалось в двух направлениях: одно, характеризуемое анализом изображения и его структур, другое делало акцент на современной социальной и политической реальности (Эдуардо Арройо, Экипо Кроника, Рафаэль Каногар, Жиль Эйло).
По причине того, что практически каждый художник, отождествлявший себя с неофигуративным искусством, выпускал свой манифест, в котором излагал свои взгляды на дальнейшее развитие художественного движения, складывались новые ответвления:
- Абстрактная конфигурация: её можно увидеть в работах абстрактных художников, таких как Виллем де Кунинг, Франц Клайн, Вольс, Асгер Йорн, Луиза Рихтер, Антонио Саура.
- Гротескно-примитивная формация: Жан Дюбюффе, объединение КОБРА
- Коннотативное оформление: Фрэнсис Бэкон, Маноло Милларес, Пабло Серрано

Самым ярким представителем направления является ирландский живописец Фрэнсис Бэкон, основной темой работ которого является человеческое тело — искажённое, вытянутое, заключённое в геометрические фигуры, на лишённом предметов фоне.
Среди других неофигуративных художников выделялись: Хорхе Фигеро Акоста, Фернандо Ботеро Ангуло, Якобо Борхес, Хосе Луис Куэвас, Алирио Родригес, Антонио Берни, Освальдо Витери, Хуан Антонио Паломо, Жузеп Мария Субиракс.

## Другая фигурация Аргентины
В течение первой половины XX века искусство колеблется между двумя художественными течениями: формацией и абстракцией, которая медленно открывает путь к новому течению под названием «Новая конфигурация» с широким распространением в Латинской Америке и Европе. «После Второй мировой войны в Буэнос-Айресе произошёл взрыв живописи» — так отзывался о том времени художник Эрнесто Дейра.
В августе 1961 года аргентинские художники Ромуло Максио, Луис Фелип Ноэ и Эрнесто Дейра организовали и провели выставку «Другая фигурация» в Галерее Пеузера в Буэнос-Айресе, в аннотации к выставке они заявили — «Мы группа художников, которые в нашей выразительной свободе чувствуют необходимость включить свободу изображаемой фигуры». Позже вокруг них сформировалась группа художников «Другая фигурация», которая и стала у истоков неофигуративного искусства Аргентины, просуществовав до 1965 года.